# Ikarus 412

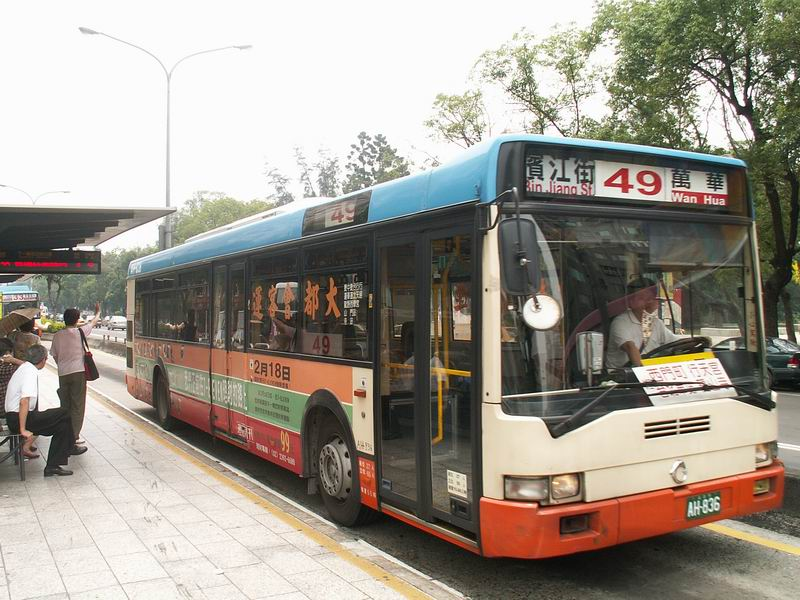
Ikarus 412 v Číně

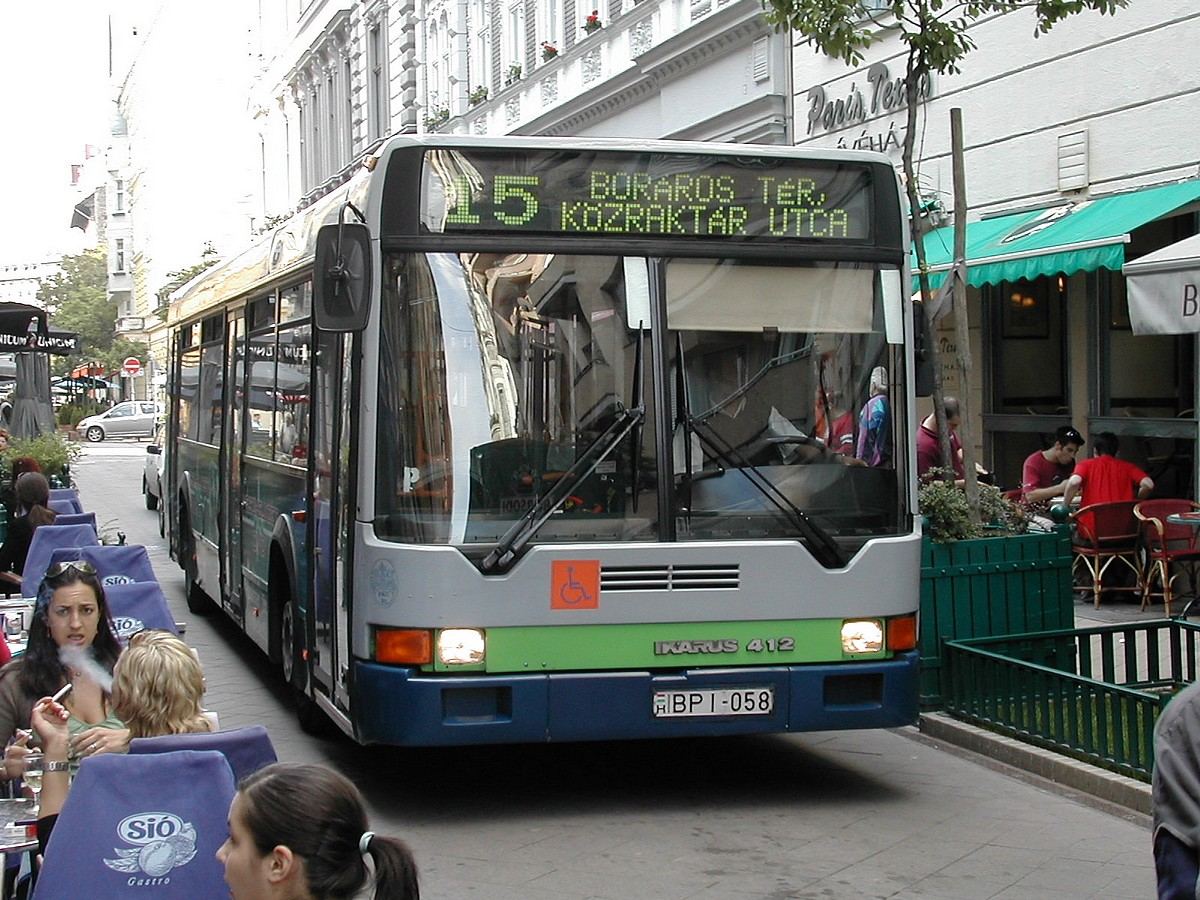
Ikarus 412 v Budapešti

Ikarus 412 je model maďarského městského standardního nízkopodlažního autobusu, který byl vyráběn společností Ikarus v letech 1995 až 2003.

## Konstrukce
Ikarus 412 je standardní nízkopodlažní autobus, vycházející z řady 400. Model 412 je dvounápravový autobus se samonosnou karoserií. Zadní náprava je hnací, motor a převodovka se nachází v motorové věži v zadní části vozu. Kabina řidiče je uzavřená.

## Výroba a provoz
První prototyp Ikarusu 412 byl vyroben v roce 1995 a následně byla zahájena sériová výroba, přičemž v roce 1998 byla celá vývojová řada 400 modernizována. V roce 1998 ovládl firmu Ikarus holding Irisbus, který se v roce 2003 rozhodl nabízet pouze holdingové autobusy Irisbus Citybus, což mělo za následek neúspěch ve výběrovém řízení na 100 nových autobusů do budapešťského dopravního podniku Budapesti Közlekedési. Kvůli tomu byl uzavřen celý výrobní závod a firma se dále soustředila jen na výrobu náhradních dílů. V roce 2006 byl ale výrobní závod odkoupen maďarským podnikatelem, který má v budoucnu v plánu obnovit výrobu Ikarusů řad 200 a 400, čímž se teoreticky mohou opět vyrobit i nové autobusy Ikarus 412.
Ikarusy 412 byly ve své době relativně rozšířené autobusy. V České republice je bylo možné nalézt v Děčíně, Karlových Varech a v Táboře (zde v roce 2016 dojezdil poslední vůz tohoto typu v ČR). Rozšířené jsou samozřejmě v Maďarsku, v zemích východní Evropy, v Pobaltí a byly exportovány například i do Číny. Od vozu byl odvozen trolejbus Ikarus 412 T, který jezdí například v Budapešti.

## Historické vozy
- Brno (v Technickém muzeu karlovarský vůz ev. č. 339)
- Bratislava (vůz ev. č 4141)
- soukromá osoba (karlovarský vůz ev. č. 338)